# Simeon S. Pennewill
Simeon Selby Pennewill, född 23 juli 1867 i Sussex County i Delaware, död 9 september 1935 i Dover i Delaware, var en amerikansk republikansk politiker. Han var Delawares guvernör 1909–1913.
Pennewill, som studerade vid Wilmington Conference Academy, var en framgångsrik affärsman. Han efterträdde 1909 Preston Lea som Delawares guvernör och efterträddes 1913 av Charles R. Miller.
Pennewill avled 1935 och gravsattes på Bridgeville Cemetery i Bridgeville.